# IC 753
IC 753 је лентикуларна галаксија у сазвјежђу Дјевица која се налази на листи објеката дубоког неба у Индекс каталогу.
Деклинација објекта је - 0° 31' 25" а ректасцензија 11h 59m 12,8s. Привидна величина (магнитуда) објекта IC 753 износи 13,6 а фотографска магнитуда 14,6. IC 753 је још познат и под ознакама UGC 6979, MCG 0-31-12, CGCG 13-23, ARAK 340, PGC 37745.